# Kampf der Titanen (2010)
Kampf der Titanen (Originaltitel: Clash of the Titans) ist ein im Jahr 2010 produzierter US-amerikanischer Fantasyfilm, dessen Handlung sich verschiedener Motive aus der griechischen Mythologie bedient. Es handelt sich um eine Neuverfilmung des gleichnamigen Films aus dem Jahr 1981.

## Handlung
Der Fischer Spyros zieht eines Tages einen Sarg aus dem Meer; in ihm findet er den Leichnam einer Frau sowie deren noch lebenden Sohn. Er und seine Frau Marmara nennen ihn Perseus und ziehen ihn mit ihrer Tochter auf.
Perseus erlernt den Beruf des Fischers. Eines Tages sieht die Familie, wie eine Gruppe von Soldaten aus der Stadt Argos eine Statue des Göttervaters Zeus zerstört. Daraufhin erscheint Hades, der Gott der Unterwelt, der von seinem Bruder Zeus den Auftrag erhalten hat, die Soldaten zu töten. Hades’ Zorn richtet sich auch gegen das Schiff, auf dem sich die Familie von Perseus befindet; während es sinkt, muss Perseus hilflos mit ansehen, wie seine Familie ertrinkt.
Perseus wird von einem Schiff aufgegriffen, das ihn nach Argos bringt. Hier erlebt er, wie sich Cassiopeia, die Königin, quasi zur Göttin erklärt und ihre Tochter Andromeda zu deren Missfallen in ihrer Schönheit mit Aphrodite gleichsetzt. Erneut erscheint Hades, der Cassiopeia durch Magie altern lässt, und ankündigt, dass er Argos in zehn Tagen von einem Kraken zerstören lassen würde. Nur eine Opferung von Andromeda könne dies verhindern. Des Weiteren offenbart Hades Perseus, dass dieser ein Sohn des Zeus sei.
Da Perseus als Bedrohung für die Stadt angesehen wird, lässt Draco, der Hauptmann von König Kepheus, ihn ins Gefängnis werfen. Hier erscheint ihm Io, eine Halbgöttin, die Perseus von seiner Herkunft berichtet. Danaë, seine Mutter, sei mit König Acrisius verheiratet gewesen, der den Olymp belagert und somit die Götter herausgefordert hatte. Zeus sei Danaë in Gestalt von Acrisius erschienen und habe mit ihr Perseus gezeugt. Aus Rache habe Acrisius Danaë und das Kind in dem Sarg auf dem Meer ausgesetzt. Zeus wiederum hätte Acrisius durch einen Blitz in ein übel zugerichtetes Monster verwandelt, welches sich nun Calibos nennt und seit diesem Zeitpunkt in einer Höhle unter der Stadt Argos lebt. Auch verrät Io Perseus, dass die Antwort auf die Frage, wie der Krake zu vernichten sei, nur die drei stygischen Hexen kennen, die jedoch weit von Argos entfernt lebten.
Perseus kann Draco überzeugen, dass er den Kraken besiegen wird. Mit einer Gruppe von Soldaten macht sich Perseus auf den Weg zu den Hexen. Die Männer werden von Io begleitet, die Perseus mit Pegasus, einem fliegenden schwarzen Pferd, vertraut macht, auf dem noch nie ein Mensch geritten ist. Hades schließt einen Pakt mit Calibos: Er wird Zeus vernichten, wenn Calibos Perseus tötet. Calibos willigt ein und Hades bläst ihm Energien ein, die ihm übermenschliche Kräfte verleihen, aber auch weiter verunstalten. Calibos überfällt die Gruppe von Perseus und metzelt einen Teil der Männer nieder, ehe es einem Soldaten gelingt, Calibos’ Hand abzuschlagen. Calibos flieht. Doch aus der abgeschlagenen Hand wie aus einer Lache von Calibos herabtropfendem Blut wachsen meterhohe Skorpione. Erneut müssen Perseus und seine Männer eine verlustreiche Schlacht schlagen. Zuletzt bekommen sie Unterstützung von Dschinn, nichtmenschlichen Wüstenmagiern, die ebenfalls gegen Hades und die Götter kämpfen. Perseus, der zunächst seine halbgöttliche Seite verachtet und gegen alles ist, was mit dem Olymp und den Göttern zu tun hat, begreift erst mit der Zeit, dass er zu sich selbst stehen muss.
Bei den Hexen angekommen erfahren die Männer, dass der Krake nur durch den Kopf der Medusa zu vernichten ist. Die Kreatur Medusa lebt jenseits des Flusses Styx in der Unterwelt – jedes fleischliche Wesen, das ihr in die Augen sieht, wird auf der Stelle zu Stein verwandelt. Mit Hilfe von Charon, dem Fährmann, gelangt die Gruppe auf die Insel der Medusa. Im Kampf mit ihr werden die Begleiter von Perseus getötet. Perseus gelingt es, Medusa den Kopf abzuschlagen. Außerhalb der Höhle muss Perseus mit ansehen, wie die wartende Io von Calibos erdolcht wird. Im Kampf mit dem Ungeheuer, bei dem Perseus ein Schwert verwendet, das ein Geschenk Zeus’ an ihn ist, gelingt es ihm, Calibos zu töten.
Die sterbende Io schenkt ihm als Letztes Pegasus, mit dessen Hilfe Perseus nach Argos fliegt. Hier hat eine von Fanatikern angeführte Volksmenge Andromeda ergriffen und sie zur Opferstätte gebracht. Kurz danach steigt der Krake aus dem Meer auf und beginnt, die Stadt zu zerstören. Zeus im Olymp glaubt nun, dass die Menschen ihn wieder anbeten würden, doch Hades hat seinen Bruder überlistet: Die Argosianer beten nun ihn an; durch Furcht und Schrecken wird seine Macht stärker. Der Krake sei auch seine Schöpfung.
Perseus und Pegasus erreichen bald darauf die Stadt. Hades versucht mit Hilfe von Harpyien, Perseus aufzuhalten, doch gelingt es diesem nicht nur, den Kraken mit dem Medusenhaupt zu Stein zu verwandeln, sondern auch Hades mit Hilfe von Zeus’ Schwert in die Unterwelt zu verbannen. Er rettet Andromeda, die darauf zur Königin von Argos aufsteigt. Perseus jedoch möchte nicht als König herrschen und wählt ein Leben in Bescheidenheit. Auch das erneute Angebot seines Vaters, in den Olymp aufgenommen zu werden, lehnt er ab. Als Geschenk holt Zeus Io ins Leben zurück und gibt sie Perseus zur Frau.

## Hintergrundinformationen

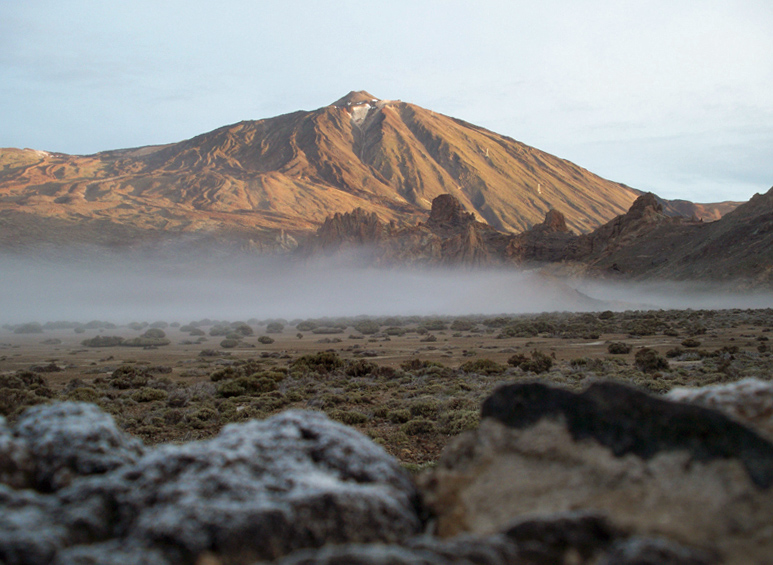
Teide auf Teneriffa

Die Filmhandlung beruht hauptsächlich auf der Perseussage, während der Filmtitel Kampf der Titanen eher einen Bezug zur Titanomachie vermuten lässt. Die Titanen (Kronos, Koios und Kreios etc.) tauchen im Film nicht auf.
Ursprünglich war für die Regie Stephen Norrington vorgesehen. Er wurde dann aber durch Louis Leterrier ersetzt.
Die Dreharbeiten des mit einem Produktionsbudget von 125 Millionen US-Dollar gedrehten Films fanden überwiegend auf der spanischen Insel Teneriffa (z. B. am Berg Pico del Teide) statt, ergänzt von Aufnahmen in Wales und den Shepperton Studios in England. Das Einspielergebnis belief sich weltweit auf ca. 300 Millionen US-Dollar.
Die Produzenten entschieden sich beim Filmen für herkömmliche 2D-Kameras. Die Konzeption des Films war von Anfang an auf 2D abgestimmt. Das Material wurde später digital als 3D-Film umgerechnet. Die Entscheidung darüber wurde erst nach dem Abschluss der Dreharbeiten getroffen. Der optische Eindruck des 3D-Prozesses wurde von mehreren Filmkritikern und Fachjournalisten bemängelt, teilweise wurde er als „Fake-3D“ bezeichnet.
Da zum Startzeitpunkt weltweit nur wenige Kinos über mehrere 3D-fähige Säle verfügten, konkurrierte der Film direkt mit Drachenzähmen leicht gemacht und Disneys Alice im Wunderland.
Seine Weltpremiere sollte Kampf der Titanen ursprünglich am 26. März 2010 haben. Durch das Umwandeln des Films in 3D verschob sich die Veröffentlichung jedoch um etwa eine Woche, so dass er erst am 2. April 2010 seine Premiere feierte. In Österreich, Deutschland und der Schweiz startete der Film am 8. April 2010 in den Kinos. Am 10. August 2010 erschien er auf DVD und BD, sowie auch auf BD in 3D. Erstmals im deutschen Fernsehen lief der Film am 25. März 2012 bei RTL.

## Unterschiede zur Originalverfilmung
Als Remake des Films aus dem Jahr 1981 unterscheidet sich Kampf der Titanen in vielen Aspekten vom Original. Einige der prägnantesten sind:
- Calibos und Acrisius waren im Original zwei verschiedene Personen, der eine (Acrisius) der König von Argos, der andere (Calibos) der von Zeus verstoßene und bestrafte Sohn der Göttin Thetis. In der Neuverfilmung ist es dieselbe Person.
- Danaë, die Mutter von Perseus, hat im Original die Reise im Sarg überlebt und zieht Perseus groß; in der Neuverfilmung stirbt sie.
- Andromeda und ihre Familie herrschten im Original über das Königreich Joppe, in der Neuverfilmung über Argos.
- Pegasus war im Original ein Schimmel, in der Neuverfilmung ist es ein Rappe.
- Die Figur des Hades kommt im Original nicht vor, ebenso wenig Io oder das Volk der Jinns.
- Auch ist es im Original nicht Hades, der Argos mit Vernichtung droht, sondern Thetis, aus Rache darüber, weil nicht ihr Sohn Calibos, sondern Perseus Andromeda heiraten durfte.
- Die Skorpione entstehen im Original nicht aus dem Blut von Calibos, sondern aus dem Blut des abgeschlagenen Kopfes der Medusa.
- Das Meeresungeheuer entspricht im Original eher der mythologischen Vorlage der Keto, während es in der Neuverfilmung ein Riesenkrake ist.
- Im Original verliebt sich Perseus in Andromeda und beide heiraten, in der Neuverfilmung empfindet Perseus keine solchen Gefühle für sie; stattdessen verliebt er sich in die Halbgöttin Io. Somit geht der Film nicht für Perseus und Andromeda gut aus, sondern für Perseus und Io.
- Im Original bekommt Perseus bei seinen Abenteuern Hilfe von einer mechanischen Eule (ein von dem Schmiedegott Hephaistos angefertigtes Replikat von Athenes Eule „Bubo“). In der Neuverfilmung dagegen wird auf diese nur kurz angespielt, indem Perseus in der Waffenkammer eine mechanische Eule aus einer Kiste holt und einen Mitstreiter fragt: „Was soll das sein?“ Dieser entgegnet ihm: „Lass sie, wo sie ist.“
- In der ersten Verfilmung hatte Perseus nur Männer beziehungsweise Krieger an seiner Seite. In der Neuverfilmung dagegen bekommt er Hilfe von einer Frau (Io) und von mehreren Dämonen (Jinns).

## Unterschiede zur griechischen Mythologie
- Obwohl der Titel des Films dies nahelegt, kommen im Film keine Titanen vor, sondern nur die olympischen Götter und diverse Sagengestalten der griechischen Mythologie.
- Im Film begegnet Perseus Pegasus bereits, bevor er Medusa tötet, welcher laut Mythologie erst aus deren Rumpf entspringt.
- Im Film benutzt Perseus gegensätzlich zur Mythologie Pegasus, um Argos rechtzeitig zu erreichen.
- Im Film wird das Meeresungeheuer von Hades entsandt, laut Mythologie von Poseidon.
- Im Film ist das Seeungeheuer ein gewaltiger Kraken, nach der mythologischen Überlieferung war es ein Fisch bzw. eine Seeschlange.[13]
- Die Erzählung von der Tötung des Seeungeheuers mit dem Kopf der Medusa findet sich erst in römischen Kaiserzeit bei Lukian von Samosata und Achilleus Tantios,[14] zuvor tötet Perseus das Untier mit dem Schwert.[15]
- Folgt man der Bibliotheke des Apollodor, ist Io in neunter Generation eine Vorfahrin von Perseus.[16]
- Im Film zeugt Zeus mit Danaë, der Frau des Acrisius, in dessen Gestalt Perseus. Laut Mythologie sperrte Acrisius seine Tochter Danaë in einen Turm, da ihm geweissagt wurde, sein Enkel werde ihn einst töten. Zeus befruchtete die eingesperrte Danaë dann durch goldenen Regen, der durch das Dach rieselte.
- Im Film tötet Acrisius Perseus’ Mutter Danaë, nicht jedoch in der Mythologie.
- Im Film bekommt Perseus Io zur Frau, in der Mythologie wird Andromeda seine Frau.
- Im Film von 1981 herrscht König Kepheus, der Vater von Andromeda, über die phönizische Stadt Ioppe, in der Verfilmung von 2010 über das griechische Argos. Laut Mythologie herrschte er über Aithiopia.

## Synchronisation
Die deutsche Synchronfassung entstand 2010 unter der Synchronregie von Frank Schaff und dem Dialogbuch von Alexander Löwe bei der Interopa GmbH in Berlin.
| Rolle            | Schauspieler       | Synchronstimme       |
| ---------------- | ------------------ | -------------------- |
| Perseus          | Sam Worthington    | Alexander Doering    |
| Andromeda        | Alexa Davalos      | Luise Helm           |
| Zeus             | Liam Neeson        | Bernd Rumpf          |
| Hades            | Ralph Fiennes      | Udo Schenk           |
| Acrisius/Calibos | Jason Flemyng      | Torsten Michaelis    |
| Io               | Gemma Arterton     | Maria Koschny        |
| Draco            | Mads Mikkelsen     | Lutz Schnell         |
| Ixas             | Hans Matheson      | Sven Hasper          |
| Cassiopeia       | Polly Walker       | Anke Reitzenstein    |
| Kepheus          | Vincent Regan      | Thomas Nero Wolff    |
| Apollo           | Luke Evans         | Sascha Rotermund     |
| Eusebios         | Nicholas Hoult     | Raúl Richter         |
| Hermes           | Alexander Siddig   | Rainer Doering       |
| Spyros           | Pete Postlethwaite | Kaspar Eichel        |
| Marmara          | Elizabeth McGovern | Marina Krogull       |
| Solon            | Liam Cunningham    | Erich Räuker         |
| Belo             | Rory McCann        | Tilo Schmitz         |
| Prokopion        | Luke Treadaway     | Frank Schaff         |
| Ozal             | Ashraf Barhom      | Tayfun Bademsoy      |
| Poseidon         | Danny Huston       | Klaus-Dieter Klebsch |

## Kritiken
Die Website Rotten Tomatoes verzeichnet 21 % Zustimmung bei 265 gezählten Kritiken.
Der Film erhielt auch im deutschsprachigen Raum überwiegend negative Kritiken.

„[…] Der Film wurde erst nachträglich in das Format konvertiert. Tiefenschärfe fehlt daher, und die sogenannten ‚3-D-Effekte‘ sind schon technisch schlecht bis zur Lächerlichkeit. […] Medusa sieht aus wie das Calvin-Klein-Model Natalia Vodianova – dafür ohne den alten Charme von Harryhausens ohne Computer entstandenen 2-D-Tricks. Weil das keiner glaubt, werden trotzdem viele ins Kino gehen, und es erst dann weitererzählen. […]“

„[…] Die Neuversion ist so seelenlos wie die alte, präsentiert uns aber einmal mehr das ganze Arsenal der derzeitigen Tricktechnologie.[…] So geht es neumodischen Spielereien: Sie sind morgen schon der Plunder von gestern. Auch Kampf der Titanen ‘10 wird dieses Los ereilen. […]“

„[…] Tatsächlich hat man in letzter Zeit selten ein klobigeres Stück Unterhaltung gesehen.[…] Der Film steht genau an der Schnittstelle zwischen digitaler 3D-Zukunft und handwerklicher Vergangenheit.[…]“

„[…] Monumentaler Fantasyfilm mit magischen Kreaturen und atemberaubenden Actionsequenzen, der dank interessanter Figuren und einer solide entwickelte Dramaturgie gut unterhält. Störend wirkt indes die nachträgliche Umgestaltung auf 3D; angesichts fehlender Tiefenschärfe verpuffen die räumlichen Effekte.“

## Auszeichnungen
Die Deutsche Film- und Medienbewertung (FBW) verlieh dem Film das Prädikat „wertvoll.“

## Fortsetzung
Der Kinostart der Fortsetzung Zorn der Titanen von Regisseur Jonathan Liebesman war im deutschsprachigen Raum am 29. März 2012.